# Émile de Lalieux de La Rocq
Émile Marie René de Lalieux de La Rocq (Nijvel, 25 november 1862 - Lausanne, 7 september 1918) was een Belgisch politicus. Van 1895 tot 1917 was hij burgemeester van Nijvel. Hij was tevens driemaal lid van de Kamer van volksvertegenwoordigers.

## Biografie

### Familie
Émile de Lalieux de La Rocq was een telg uit de voorname familie van steenhouwers De Lalieux. Hij was een zoon van René de Lalieux (1822-1905) en Julie de Le Hoye (1822-1865), dochter van Louis de Le Hoye, magistraat en volksvertegenwoordiger.
Hij trouwde in 1890 in Verviers met Marie Simonis (1866-1945), dochter van Alfred Simonis, provincieraadslid van Luik, volksvertegenwoordiger en voorzitter van de Senaat. Ze kregen twee zoons en een dochter, maar zonder nakomelingen. Hun zoon Louis de Lalieux (1894-1917) stierf in september 1917 door verwondingen opgelopen aan het front. Met de dood van Émile de Lalieux de la Rocq doofde deze familietak in 1918 uit.
Hij was een schoonbroer van Paul de Gerlache, gouverneur van Luxemburg, en André Simonis, provincieraadslid van Luik en senator.
Op 19 oktober 1886 werden een paar leden van de familie De Lalieux, onder wie de vader van Émile, in de Belgische erfelijke adel opgenomen, samen met de erkenning van het wapenschild. In 1911 kreeg hij vergunning om de la Rocq aan de familienaam toe te voegen. Hij erfde het kasteel van La Rocq in Arquennes.

### Loopbaan
De Lalieux was in 1893 voorzitter van de Belgische Katholieke Turnbond. In 1892 en van 1894 tot 1909 was hij er tweede voorzitter.
Hij was gemeenteraadslid (1890-1918), schepen (1891-1895) en burgemeester (1895-1918) van Nijvel. Van 1896 tot 1900 was hij volksvertegenwoordiger. Hij was andermaal lid van de Kamer van 1908 tot 1910 ter vervanging van Jules Melchior Brabant en van 1911 tot 1918 ter vervanging van Georges Snoy.
De Lalieux werd gevangengenomen in 1915 nadat hij steun had verleend aan een actie die het treinverkeer verstoorde en werd vervolgens gedeporteerd. Hij stierf in 1918, in de buurt van Lausanne. Een plein in Nijvel draagt zijn naam. Er staat ook een buste.